# 클라우디오 비아지오
클라우디오 비아지오 (1967년 7월 2일 ~ )는 아르헨티나의 전 축구 선수이다.

## 통계
| 아르헨티나 | 아르헨티나 | 아르헨티나 |
| 연도       | 출전       | 골         |
| ---------- | ---------- | ---------- |
| 1995       | 1          | 0          |
| 합계       | 1          | 0          |